# Yelawolf
Michael Wayne Atha (Gadsden, Alabama, SAD, 30. prosinca 1979.), bolje poznat po svom umjetničkom imenu Yelawolf, američki je reper, tekstopisac, producent i glumac. Trenutno ima potpisan ugovor s diskografskim kućama Shady Records i Interscope Records. Yelawolf također ima svoju diskografsku kuću Ghet-O-Vision Entertainment.
Yelawolf je rođen u Gadsdenu, Alabami. Godine 2005., prvi put je gostovao u emisiji The Road to Stardom kod Missy Elliott, te je objavio svoj prvi nezavisni album Creek Water. Dvije godine kasnije Yelawolf je potpisao ugovor s diskgrafskom kućom Columbia Records, te je odmah objavio singl "Kickin'", a album Fearin' and Loathin' in Smalltown, U.S.A. nikada nije objavljen, pa je napustio diskografsku kuću. Od 2008. do 2010. godine objavio je četiri miksana albuma, te je osnovao diskografsku kuću Ghet-O-Vision Entertainment. Yelawolf je svoj EP Trunk Muzik 0-60 objavio 2010. godine pod diskografskom kućom Interscope Records. Sljedeće godine potpisao je ugovor s Eminemovom diskografskom kućom Shady Records, te je svoj prvi studijski album Radioactive objavio u studenom. Album je na top ljestvici Billboard 200 debitirao na poziciji broj 27. Album sadrži dva singla "Hard White (Up in the Club)" na kojem gostuje Lil Jon i "Let's Roll" na kojem gostuje Kid Rock.

## Raniji život
Yelawolf je rođen kao Michael Wayne Atha, 30. prosinca 1979. godine u Gadsdenu, Alabami. Podrijetlo mu je bijelačko i Cherokee indijansko. Njegov otac je napustio obitelj, te je Yelawolfa odgajala samo majka sve dok se nije ponovno udala. Mijenjanjem mnogo škola bio je pod velikim utjecajem gradova kao što su Baton Rouge, Louisiana; Antioch, Tennessee; Gainesville, Florida i Atlanta, Georgia. Yelawolf je izjavio, "Dok sam živio u Antiochu, vozili su nas u školu u Nashville i tada je sve započelo s hip hop glazbom u mom životu. Osjećao sam povezanost, djeca su imala iste probleme u obitelji kao i ja". Njegovi najveći glazbenici koji su vršili utjecaj na njega su DMX, André 3000, Eminem, Dr. Dre, Johnny Cash, te grupe Beastie Boys, Run-D.M.C., N.W.A. i Goodie Mob.
Yelawolf je velik dio svoje mladosti proveo u svim dijelovima Sjedinjenih Američkih Država zbog raznih razloga. Nakon pohađanja općeg razvoja obrazovanja na sveučilištu Gadsden State Community College, dobio je automobil kojeg mu je poklonio očuh kao nagradu. Automobilom se odselio u Berkeley, Kaliforniju gdje je postao profesionalni skejter, a živio je u napuštenim kućama. Kako bi uštedio novac, pohađao je natjecanja u ribolovu. Nakon što je zadobio mnogo ozljeda tijekom vožnje skejta, započeo je glazbenu karijeru.

## Karijera

### Počeci karijere
Yelawolf je 2005. godine prvi put gostovao u emisiji The Road to Stardom kod Missy Elliott. Godine 2007., potpisao ugovor s diskografskom kućom Columbia Records, te snimio album Fearin' and Loathin' in Smalltown, U.S.A. koji nikada nije objavljen, ali je objavljen samo singl "Kickin'" zajedno s spotom. Iste godine Yelawolf je napustio diskografsku kuću. Sljedeće godine objavio je dva miksana albuma Ball of Flames: The Ballad of Slick Rick E. Bobby i Stereo. Godine 2010. bio je gost na mnogim albumima izvođača kao što su Bizarre, Big Boi, Paul Wall i Juelz Santana. Miksani album Trunk Muzik objavio je iste godine pod diskografskim kućama Interscope Records i Ghet-O-Vision Entertainment.

### Debitantski album
Sljedeće godine bio je na naslovnici časopisa XXL pored Eminema i grupe Slaughterhouse. Iste godine bio je ponovno na naslovnici časopisa XXL, pored Kendricka Lamara, Cyhi the Pryncea, Big K.R.I.T.-a i mnoge druge zbog godišnje liste Top 10 Freshmen. Yelawolf je svoj prvi studijski album Radioactive objavio krajem 2011. godine pod diskografskim kućama Interscope Records i Shady Records. Album je na top ljestvici Billboard 200 debitirao na poziciji broj 27. Album sadrži dva singla "Hard White (Up in the Club)" na kojem gostuje Lil Jon i "Let's Roll" na kojem gostuje Kid Rock. Početkom 2012. godine objavio je album The Slumdon Bridge zajedno s Edom Sheeranom. U ožujku je najavio da radi na drugom studijskom albumu Love Story i na albumu Country Cousins zajedno s Big K.R.I.T.-om.

## Privatni život
Godine 2012., datuma 2. ožujka, Yelawolf je bio hospitaliziran zbog puknuća slezena što ga je prisililo otkazati nekoliko nastupa. Yelawolf ima troje djece (Phoenix, Tariq i N'Deyah), te je u vezi s kanadskom pjevačicom Fefe Dobson koja gostuje na njegovom studijskom albumu Radioactive. Yelawolf je izjavio da obožavatelj momčadi Alabama Crimson Tide. On je također blizak prijatelj reperu Wizu Khalifi, te bubnjaru Travisu Barkeru.

## Diskografija
| Studijski albumi - Radioactive (2011.) - Love Story (2015.) Nezavisni albumi - Creek Water (2005.) Zajednički albumi - The Slumdon Bridge (2012.) - Country Cousins (2012.) EP-ovi - Arena Rap (2008.) - Trunk Muzik 0-60 (2010.) | Miksani albumi - Pissin' in a Barrel of Beez (2005.) - Ball of Flames: The Ballad of Slick Rick E. Bobby (2008.) - Stereo (2008.) - Billy Crystal (2010.) - Trunk Muzik (2010.) - "Trunk Muzik Returns" (2013.) |

## Filmografija
Televizijske serije
- Rob Dyrdek's Fantasy Factory (2010.)
- CSI: Crime Scene Investigation (2011.)

## Nagrade i nominacije
mtvU Woodie Awards
| Godina | Nominirano djelo | Nagrada                               | Rezultat   |
| ------ | ---------------- | ------------------------------------- | ---------- |
| 2011.  | Yelawolf         | Woodie left field (Left Field Woodie) | Nominacija |

## Vanjske poveznice
- Službena stranica Arhivirana inačica izvorne stranice od 23. kolovoza 2013. (Wayback Machine)
- Yelawolf na Twitteru
- Yelawolf na MySpaceu